# Рубцова, Ольга Николаевна
О́льга Никола́евна Рубцо́ва (20 августа 1909, Москва, Российская империя — 13 декабря 1994, Москва, Россия) — советская шахматистка: четвёртая в истории чемпионка мира (1956—58), международный гроссмейстер (1976), международный мастер ИКЧФ среди мужчин (1973) и женщин (1975), международный арбитр (1964); заслуженный мастер спорта СССР (1952); инженер-литейщик. Победительница I Всемирной шахматной олимпиады в составе команды СССР (1957). Четырёхкратная чемпионка СССР. Трёхкратная чемпионка Москвы, в 1972 году — чемпионка мира по переписке.

## Биография
В шахматы научилась играть в детстве — у отца Н. Н. Рубцова, учёного-металлурга и известного московского шахматиста, встречавшегося в турнирах с А. Алехиным. В 17 лет одержала победу среди девушек на массовом молодёжном турнире, организованном газетой «Комсомольская правда» (1926). В 1927 выиграла 1-й чемпионат СССР среди женщин.
На протяжении 40 лет (1927—67) участвовала в 20 чемпионатах СССР: 1931, 1937 и 1949 — 1-е места; 1936, 1948, 1952 и 1954 — 3-и места; 1945 — 3—4-е место. Кроме того, в 1935 году победила в матче за звание чемпионки страны Ольгу Семёнову-Тян-Шанскую — 7:2 (+6 —1 =2). В 1965 году выступала в чемпионате СССР в Бельцах вместе с дочерью Еленой (дочь переиграла мать в личной встрече). 3-кратная чемпионка Москвы (1947, 1950; 1953/54 — 1—2-е место с Н. Войцик).
Участница чемпионата мира (1949/50, 2-е место) и трёх турниров претенденток (1952, 1955 и 1959; лучший результат: Москва, 1955, — 1-е место).
В 1956 году в матч-турнире опередила Елизавету Быкову и Людмилу Руденко и завоевала звание чемпионки мира.

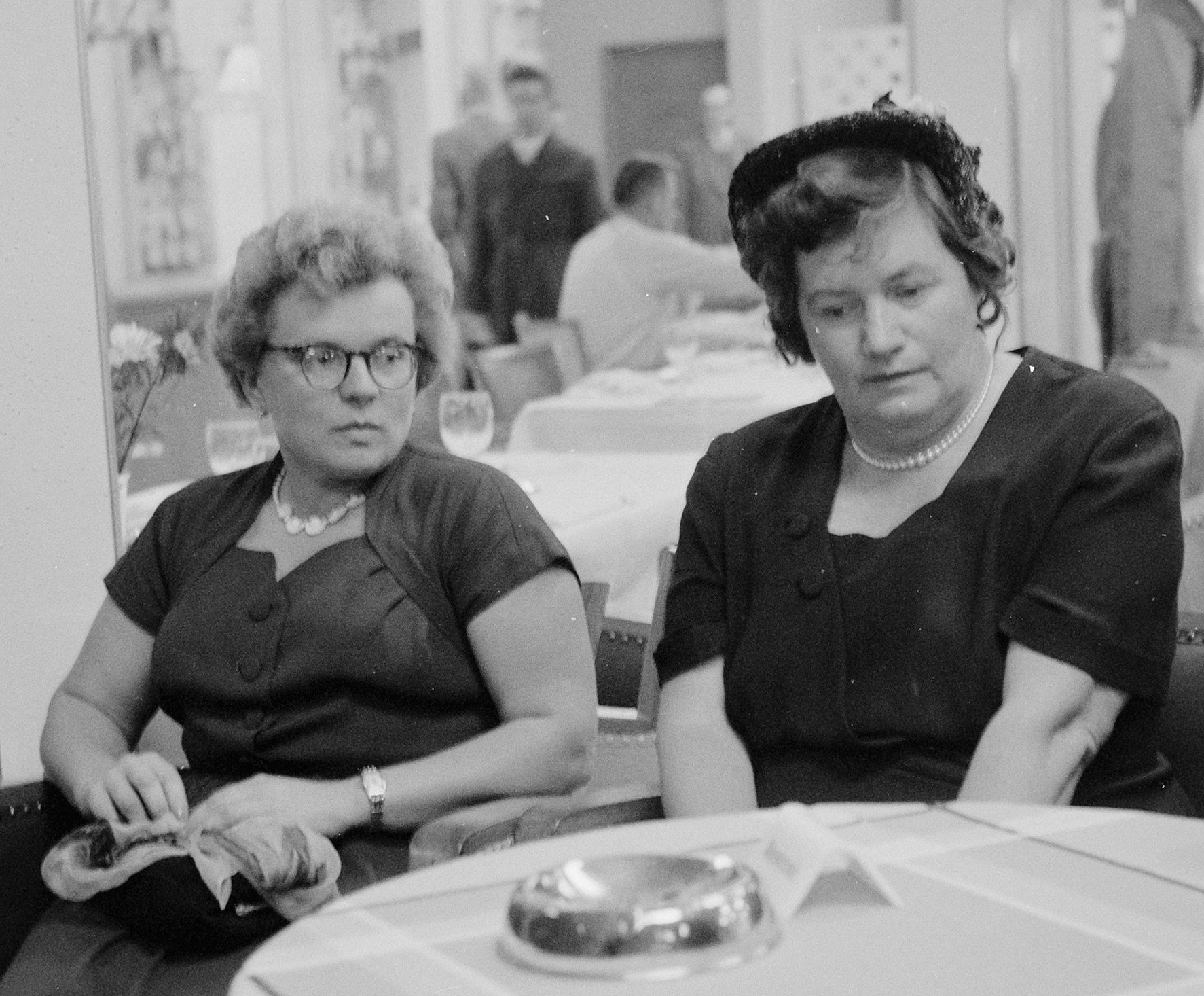
Ольга Рубцова (справа) и Кира Зворыкина в 1957 году

В 1957 году Рубцова возглавляла команду СССР на 1-й женской олимпиаде и набрала 9,5 очков из 14. В 1958 году проиграла в матче-реванше звание чемпионки мира Елизавете Быковой.
С конца 1960-х годах успешно выступала в соревнованиях по переписке; в 1968—72 стала 1-й чемпионкой мира (единственная шахматистка, имевшая чемпионские титулы и в очных, и в заочных шахматах). Во 2-м чемпионате (1972—1977) — 1—2-е место (с Л. Яковлевой; уступила звание чемпионки по худшему коэффициенту). В составе команды СССР победила в женском первенстве мира по переписке (1969—79).
Похоронена на Введенском кладбище (19 уч.).

## Награды
- орден Трудового Красного Знамени (27.04.1957) — «за успехи, достигнутые в деле развития массового физкультурного движения в стране, повышения мастерства советских спортсменов, и успешное выступление на международных соревнованиях»

## Семья
- Муж и тренер — Абрам Борисович Поляк.
  - Дочь — шахматистка Елена Абрамовна Фаталибекова.

## Книги
- Творчество советских шахматисток. (сост. Рубцова, Чудова) — М.: ФиС, 1963. — 200 с.: ил.